# France 3 Auvergne-Rhône-Alpes
 (juillet 2023).
France 3 Auvergne-Rhône-Alpes est l'une des 13 directions régionales et territoriales de France 3 (groupe France Télévisions) regroupant trois antennes de proximité de la région Auvergne-Rhône-Alpes : France 3 Alpes, France 3 Auvergne et France 3 Rhône-Alpes.

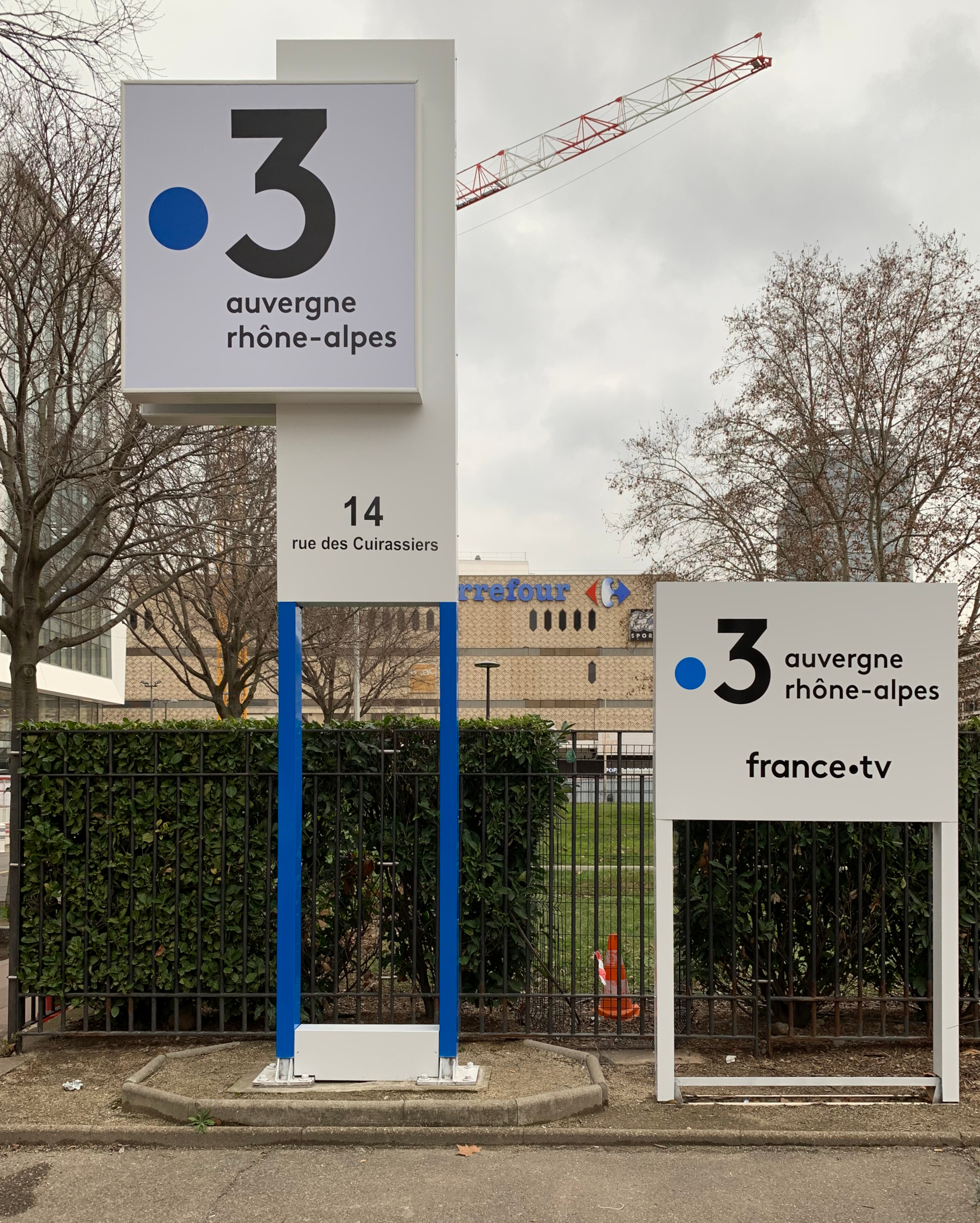
France 3 Auvergne-Rhône-Alpes - rue des Cuirassiers (Lyon).

## Histoire
Pour se conformer au nouveau découpage administratif, issu de la réforme territoriale de 2014 et à la volonté de doubler le temps d'antenne des programmes régionaux, la direction de France Télévisions annonce, le 15 décembre 2016, une réorganisation de son réseau régional pour janvier 2017. Les 4 pôles de gouvernance, provenant du découpage de 2009, sont abandonnées au profit de 13 directions régionales, correspondant aux limites administratives des régions de la réforme territoriale de 2014. Les 24 antennes de proximité sont maintenues au sein des 13 directions régionales,. 
Le 4 janvier 2016, la direction régionale de France 3 Auvergne-Rhône-Alpes est créée, regroupant les antennes de proximité France 3 Alpes, France 3 Auvergne et France 3 Rhône-Alpes.

## Missions
La direction régionale sert à la création de contenus audiovisuels pour les trois antennes de proximité appelés à se développer à l'avenir, mais une autonomie éditoriale est maintenue pour les antennes locales (journaux télévisés du 12/13 et du 19/20). 
Dans le cadre de ce changement, France 3 Auvergne-Rhône-Alpes mutualise sur son site internet les contenus diffusés sur France 3 Alpes, France 3 Auvergne et France 3 Rhône-Alpes et traite de l'information de la région en temps réel.

## Éditions et magazines

### Éditions
12/13 :
- Lundi - Samedi : Une demi-heure d'actualité régionale.
- Dimanche : 10 minutes d'actualité régionale.

19/20 :
- Toute la semaine : Un quart d'heure d'actualité régionale puis 15 minutes d'actualité locale.

Depuis 2018, plusieurs éditions locales du 19/20 ont été créées (France 3 Grand Lyon, France 3 Loire ou autre).

### Magazines

#### Enquêtes de région en Auvergne-Rhône-Alpes
Magazine d’information mensuel proposé par les rédactions de France 3 Rhône-Alpes, France 3 Alpes et France 3 Auvergne.
- Julien Le Coq

#### 9 h 50 le matin en Auvergne-Rhône-Alpes
C'est l'émission matinale de France 3 Auvergne-Rhône-Alpes, les lundi, mardi, mercredi, jeudi et vendredi à 09H50 pour mieux vous aider dans votre semaine avec des idées de balades, de découvertes, des rubriques pratiques (santé, cuisine, jardinage, économie d’énergie, vos droits …) des bonnes adresses,  des bons plans sur le web, des coups de cœur pour vos sorties. Un rendez-vous qui met en lumière des initiatives originales, des talents, des lieux et des curiosités de la région.
- Alain Faurrite (Présentateur)
- Valerie Chasteland (Présentatrice de l’émission le mercredi et Chroniqueuse pour les Alpes)
- Dolorès Mazzola (Chroniqueuse pour le Rhône-Alpes)
- Jérôme Doumeng (Chroniqueur pour l'Auvergne)

#### Un jour en Aura
Une fois par mois, ensemble, les équipes de France 3 Auvergne-Rhône-Alpes sorte des studios pour aller à la rencontre du public, à l’occasion d’un moment fédérateur. 9 h 50 le matin et les JT d'Auvergne, de Rhône-Alpes et des Alpes sont à pied d’œuvre pour vous faire partager, spectateurs et internautes la vie du territoire en fête, et rencontrer tous les acteurs locaux mobilisés pour l’événement.

#### Goûtez-voir
C'est le magazine de découverte de la gastronomie et du patrimoine en Auvergne-Rhône-Alpes.
- Odile Mattei

#### Chroniques d'en haut
Dans Chronique d'en haut, Laurent retrouve les sentiers et les pistes des hauteurs pour un nouveau voyage à la découverte de la montagne et de ses habitants.
- Laurent Guillaume

#### Inspire'
Dans Inspire’, le bien-être est un champ d’expériences concrètes. Il ne se décrète pas, il se cherche, et il se vit. Sabine nous invite donc à vivre, avec elle et à travers elle, un rendez-vous d’expériences informatives et inspirantes. Cette incarnation va bien au-delà d’une simple animation, il s’agit de tester, questionner et témoigner des différentes pratiques liées au bien-être spirituel et physique.
- Sabine Quindou